# 도쿠가와 이에사토
도쿠가와 이에사토(일본어: 德川家達, 1863년(분큐 3년) 음력 7월 11일 ~ 1940년(쇼와 15년) 6월 5일)는 도쿠가와 종가 16대 당주로 작위는 공작이다. 그 이전엔 다야스 도쿠가와 가 7대 당주였다. 도쿠가와 요시요리(다야스 도쿠가와 가문 제5, 8대 당주)의 3남으로 13대 쇼군 도쿠가와 이에사다와는 육촌 관계이다. 덴쇼인을 어머니처럼 대하며 지냈으며, 메이지 10년 영국으로 유학을 떠나 메이지 15년에 귀국했다. 귀국 한달 후 약혼자인 고노에 히로코와 결혼했다.
일본 귀족원 의장, 워싱턴 군축회의 수석전권대사, 초대 일본 적십자사장 등을 역임하였다.

## 에피소드
- 일본 총리대신 후보에까지 올랐으나 "다시 도쿠가와의 정권이 만들어지는 것은 시대에 역행한다" 하여 스스로 사퇴하였다고 한다.